# السنجقدار
السنجقدار، منطقة في العاصمة السورية تقع بين ساحة المرجة وقلعة دمشق. سُمّي بالسنجقدار نسبة للجامع الموجود فيه والذي بُني في عصر المماليك على يد الأمير سيف الدين أرغون شاه. وقد عرفت المنطقة بحيّ السنجقدار، وهي كلمة تركية تعني «حامل الراية» لأن السنجق الشريف (أي العلم التابع لمحمل الحج) كان يُوضع في هذا المسجد. ويتناول العوام أسطورة تقول إن الصحابي العباس ابن مرداس حامل راية رسول الله مدفون في شمال المسجد.